# Choi Yong-soo
Ne doit pas être confondu avec Choi Yong-soo (boxe anglaise).
Pour les articles homonymes, voir Choi.
Dans ce nom coréen, le nom de famille, Choi, précède le nom personnel.
Choi Yong-soo (né le 10 septembre 1973 à Pusan) est un footballeur puis entraîneur de football sud-coréen.